# Digsby
Digsby je multiprotokolový IM klient vyvíjený firmou dotSyntax. Je
napsán ve wxPythonu a používá vykreslovací jádro WebKit. Kromě
několika komunikačních protokolů podporuje i plnohodnotné ovládání
vaší e-mailové schránky a přijímá upozornění ze sociálních sítí
Myspace, Facebook a Twitter. Byl vydán pod proprietární licencí a je
volně ke stažení. Pro používání Digsby je potřeba se zaregistrovat -
buď při instalaci nebo přes webové rozhraní.

## Charakteristika

### E-mail
Digsby podporuje POP3 a IMAP protokoly, díky tomu máte přehled nad
většinou emailových schránek. Navíc má přednastavené známé emailové
poskytovatele - Yahoo!, AOL Mail, Gmail, Hotmail. Na příchozí emaily
vás po nastavení vaší schránky upozorňuje malé vyskakovací okno v
rohu obrazovky. Digsby také umožňuje odesílání emailů přímo ze svého
okna, aby omezil zdlouhavé načítání a přihlašování do emailové
schránky přes prohlížeč.

### Sociální sítě
Klient se stará i o vaše účty na sociálních sítích:
- Myspace: aktualizace profilů vašich přátel, statusů a soukromých zpráv. Zajišťuje rychlý přístup k mnoha částem vašeho Myspace účtu (profil, domovská stránka, blog, atd.)
- Facebook: informuje o změnách v profilu u vašich přátel
- Twitter: dovoluje jednoduché potvrzování nových "tweets" a prohlížení "tweets" vašich přátel. (tweet = je zpráva poslaná z Twitteru)

Na podpoře dalších sítí se pracuje.

### Seznam kontaktů
Digsby umožňuje uživatelům několika způsoby měnit svůj seznam
kontaktů. Řazení jmen podle mnoha kritérií a změna skinů pro
osobitější vzhled je již samozřejmostí. S Digsbym je navíc možné
rychle a jednoduše měnit svůj status. Uživatelé si také mohou
nastavovat upozornění na různé události - přihlašování a odhlašování
kontaktů, upozornění na příchozí zprávy nebo soubory, apod. Podporuje
i metakontakty známé hlavně z Trillianu. Seznam kontaktů, nastavení
účtů, widgety a předvolby aplikace to vše se ukládá na Digsby server
a při přihlášení na jiném počítači jsou tato data znovu načtena a
Digsby klient se pak chová stejně jako u vás doma.

### Ukládání konverzací
Digsby dokáže ukládat historii konverzací do html souborů, později do
nich můžete nahlížet přes "Past Chat Browser". Při přechodu na Digsby
klienta se nemusíte bát ztráty starších konverzací, UFGrayMatter,
jeden z uživatelů Digsby totiž vytvořil tzv. Digsby Log Converter,
který umožňuje import logů z ostatních instant messengerů - Trillian,
AIM, Miranda, Yahoo!, MSN, Gaim anebo Pidgin.

## Podporované protokoly
- služba .NET Messenger (Windows Live Messenger, známý pod zkratkou MSN)
- OSCAR (AIM / ICQ / .Mac)
- XMPP (Google Talk and more)
- Yahoo!
- Twitter
- Facebook Chat